# گلدرن-کاپلن
گلدرن-کاپلن (به آلمانی: Kapellen) یک منطقهٔ مسکونی در آلمان است که در گلدرن واقع شده‌است. گلدرن-کاپلن ۲٬۵۱۰ نفر جمعیت دارد و ۲۷ متر بالاتر از سطح دریا واقع شده‌است.